# Weekendschaaktoernooi
2Het weekendschaaktoernooi (kortweg weekendtoernooi) is een in Nederland veelvoorkomende toernooivorm voor schaaktoernooien. Deze toernooien bestaan meestal uit zes rondes die worden ingedeeld volgens het Zwitserse indelingssysteem.
De populariteit van deze toernooivorm ligt hem in het feit dat het recreatieve spelers de mogelijkheid geeft een toernooi te spelen met het klassieke speeltempo (minimaal anderhalf uur denktijd per persoon per partij), zonder dat verlof hoeft te worden opgenomen. Ook hebben ze een kans om tegen een grootmeester (doorgaans professionele spelers) uit te komen.
Grootmeesters spelen deze toernooien met name als broodwinning.

## Opzet
Niet alle toernooien hanteren exact dezelfde tijd en speeltempo maar globaal is de opzet als volgt:
- ronde 1 vrijdagavond
- ronde 2 zaterdagmorgen
- ronde 3 zaterdagmiddag
- ronde 4 zaterdagavond
- ronde 5 zondagmorgen
- ronde 6 zondagmiddag

Normaal gesproken is het mogelijk om vooraf voor een van de eerste vier ronden een zogenaamde bye te nemen, waarbij de speler zonder te spelen een half punt krijgt.

## Historie
Het oudste nu nog gespeelde weekendtoernooi is het het Daniël Noteboom-toernooi, dat sinds 1979 wordt georganiseerd door het Leidsch Schaakgenootschap. Het OKU van Schaakvereniging Paul Keres sloot zich als weekendtoernooi een jaar later aan. Beide toernooien hadden een oudere traditie in een ander format.
Als gevolg van de coronapandemie konden in de jaren 2020 en 2021 veel toernooien geen doorgang vinden. Het betekende ook het einde van vier weekendtoernooien. Het Eijgenbroodtoernooi, het Haags Weekendtoernooi,het ROC Nova College Schaaktoernooi en het HSC/De Legibus Open kwamen nadien niet meer terug.

## Lijst van weekendtoernooien
| Toernooi                            | Plaats     | Eerste editie | Aantal edities | Recordwinnaar                       |
| ----------------------------------- | ---------- | ------------- | -------------- | ----------------------------------- |
| Amsterdam Chess Open                | Amsterdam  | 2023          | 2              | 2 verschillende winnaars            |
| BPB Limburg Open                    | Maastricht | 2007          | 17             | 17 verschillende winnaars           |
| Daniël Noteboom-toernooi            | Leiden     | 1979          | 45             | Predrag Nikolić (5x)                |
| HSG Open                            | Hilversum  | 2006          | 18             | Namig Gouliev en Loek van Wely (2x) |
| Goirles Weekend Kampioenschap       | Goirle     | 2014          | 9              | Jeffrey van Vliet (3x)              |
| Open Alkmaars Schaakkampioenschap   | Alkmaar    | 2003          | 21             | Enrico Blees (3x)                   |
| Open Kampioenschap van Utrecht      | Utrecht    | 1980          | 44             | Csaba Horváth (3x)                  |
| Open Schaakkampioenschap van Arnhem | Arnhem     | 2002          | 22             | Thomas Beerdsen (4x)                |
| Open Hoorns Kampioenschap           | Hoorn      | 2017          | 8              | Liam Vrolijk en Hing Ting Lai (2x)  |
| Prinsenstadtoernooi                 | Delft      | 2008          | 15             | Erik van den Doel (5x)              |
| Waling Dijkstra-toernooi            | Leeuwarden | 2007          | 6              | zes verschillende winnaars          |
| WLC Weekendtoernooi                 | Eindhoven  | 2010          |                | Onbekend                            |

### Niet meer bestaande toernooien
| Toernooi                                      | Plaats     | Eerste editie | Laatste | Aantal edities | Recordwinnaar                           |
| --------------------------------------------- | ---------- | ------------- | ------- | -------------- | --------------------------------------- |
| BSG Pinkstertoernooi                          | Bussum     | 1984          | 2013    | 30             | Erik van den Doel en Friso Nijboer (3x) |
| BSO/Groningen Weekendtoernooi                 | Groningen  | 1988          |         | ??             | ??                                      |
| DD Weekendtoernooi                            | Den Haag   | 1981          | 2003    | 23             | Harmen Jonkman en Friso Nijboer (2x)    |
| Eijgenbroodtoernooi                           | Amsterdam  | 1987          | 2019    | 33             | Daan Zult (4x)                          |
| Frigem-toernooi                               | Leeuwarden | 1991          | ??      | ??             | ??                                      |
| Haags Weekendtoernooi                         | Den Haag   | 2004          | 2019    | 16             | Jasel Lopez                             |
| Het Witte Paard Koog-Zaandijk Weekendtoernooi |            | 1964          | ??      | ??             | ??                                      |
| HSC/De Legibus Open                           | Helmond    | 1991          | 2019    | 26             | Alexandre Dgebuadze (3x)                |
| Groningen Open                                | Groningen  | 1996          | 2011    | 16             | Sipke Ernst (3x)                        |
| Ooievaar Weekendtoernooi                      | Den Haag   | 1982          | 2003    | 22             | Loek van Wely (4x)                      |
| Open Drents Weekendtoernooi                   | Assen      | 2006          | 2012    | 5              | vijf verschillende winnaars (1x)        |
| Open Kampioenschap van de Jordaan             | Amsterdam  | 1986          |         | ??             | Onbekend                                |
| ROC Nova College Schaaktoernooi               | Haarlem    | 1992          | 2019    | 26             | Erik van den Doel (8x)                  |
| Stukkenjagers Weekendtoernooi                 | Tilburg    | 1994          | 2011    | 15             | Vladimir Chuchelov                      |
| Zwols Weekendtoernooi                         | Zwolle     | 1992          | 2017    | 26             | Erik van den Doel (3x)                  |